# NGC 6382
NGC 6382 est une vaste galaxie elliptique relativement éloignée et située dans la constellation du Dragon. Sa vitesse par rapport au fond diffus cosmologique est de 8 808 ± 47 km/s, ce qui correspond à une distance de Hubble de 129,9 ± 9,1 Mpc (∼424 millions d'al). NGC 6382 a été découverte par l'astronome américain Edward Swift en 1883.